# Kościół Matki Bożej Pocieszenia i św. Mikołaja w Starych Oborzyskach
Kościół Matki Bożej Pocieszenia i świętego Mikołaja w Starych Oborzyskach – rzymskokatolicki kościół parafialny należący do parafii pod tym samym wezwaniem (dekanat kościański archidiecezji poznańskiej).
Jest to świątynia wzniesiona w 1580 roku w stylu późnogotyckim, orientowana, murowana z cegły, jednonawowa, posiadająca nieco węższe w stosunku do nawy prezbiterium, za którym od strony wschodniej umieszczona jest zakrystia. Naroża nawy i wieży wzmocnione są przyporami. Czworoboczna wieża – dzwonnica została dobudowana do bryły świątyni w XIX wieku. Budowla posiada trzy ołtarze w stylu późnoklasycystycznym. W ołtarzu głównym jest umieszczony obraz Matki Boskiej Śnieżnej z I połowy XVII wieku, namalowany na desce. W lewym ołtarzu znajduje się obraz św. Rodziny z XIX wieku (jest to kopia z Correggia). Z kolei w prawym zawieszony jest obraz Serca Jezusowego. Chrzcielnica w stylu rokokowym powstała pod koniec XVIII wieku. W zewnętrznej południowej ścianie świątyni, są umieszczone trzy tablice poświęcone proboszczom parafii w Starych Oborzyskach, wśród nich najbardziej znanego ks. Zygmunta Ciepluchy – autora książki „Z przeszłości Ziemi Kościańskiej” oraz epitafium rotmistrza Teodora Raszewskiego, powstańca wielkopolskiego poległego nad Notecią.